# Solotvyno
Solotvyno (en ukrainien : Солотвино ; en roumain : Slatina ; en slovaque : Slatinské Doly ; en hongrois : Aknaszlatina ; en yiddish : סלאטפינא) est une commune urbaine de l'oblast de Transcarpatie, en Ukraine. Sa population s'élevait à 8 391 habitants en 2022. La localité est la plus grande commune urbaine avec une population majoritairement roumaine de Transcarpatie.

## Géographie
La ville est localisée près de la frontière roumaino-ukrainienne, sur la rive droite de la Tisza, en face de la ville de Sighetu Marmaţiei.

## Histoire
La ville a été tchécoslovaque entre les deux guerres mondiales. Elle possède une importante mine de sel et une gare ferroviaire.

## Population

### Nationalités
Au recensement de 2001, la population de la ville comprenait :
- 57,0 % de Roumains ;
- 24,3 % de Hongrois ;
- 14,5 % de Ukraine ;
- 3,2 % de Russes.

## Jumelages
- Hódmezővásárhely (Hongrie)
- Sighetu Marmației (Roumanie)
- Slatina (Olt) (Roumanie)
- Tapolca (Hongrie)

## Personnalité
- Robert Maxwell, magnat de la presse britannique, est né dans la commune.